# Arrondissement de Wolfenbüttel
Pour les articles homonymes, voir Wolfenbüttel.
L'arrondissement de Wolfenbüttel est un arrondissement ("Landkreis" en allemand) de Basse-Saxe (Allemagne).
Son chef-lieu est Wolfenbüttel.

## Géographie
L´arrondissement de Wolfenbüttel se situe à l´est de la Basse-Saxe. Ses frontières sont, à l´ouest l´arrondissement de Hildesheim, au nord l´arrondissement de Peine et la ville de Brunswick, à l´ouest l´arrondissement de Helmstedt et au sud les arrondissements de Harz et de Goslar.

## Communes
L´arrondissement est organisé en six cantons avec deux villes-cantons et trois territoires non-organisés.
Villes-cantons (Einheitsgemeinden)
1. Cremlingen (13 000)
2. Schladen-Werla (8 869)
3. Wolfenbüttel (chef-lieu) (51 669)

Cantons (Samtgemeinden) 
* chef-lieu du canton
| - 1. Samtgemeinde Baddeckenstedt (10 623) 1. Baddeckenstedt * (3 145) 2. Burgdorf (2 340) 3. Elbe (1 571) 4. Haverlah (1 645) 5. Heere (1 122) 6. Sehlde (909) - 2. Samtgemeinde Elm-Asse 1. Dahlum 2. Denkte 3. Hedeper 4. Kneitlingen 5. Kissenbrück 6. Remlingen 7. Roklum 8. Schöppenstedt 9. Semmenstedt 10. Uehrde 11. Vahlberg 12. Winnigstedt 13. Wittmar - 3. Samtgemeinde Oderwald (6 829) 1. Börßum * (2 810) 2. Cramme (916) 3. Dorstadt (692) 4. Flöthe (1 134) 5. Heiningen (666) 6. Ohrum (611) | - 4. Samtgemeinde Sickte (10 409) 1. Dettum (1 166) 2. Erkerode (953) 3. Evessen (1 295) 4. Sickte * (6 004) 5. Veltheim (991) |

Territoires non-organisés (gemeindefreie Gebiete) - (tous inhabités)
1. Am Großen Rhode (5,79 km2)
2. Barnstorf-Warle (1,29 km2)
3. Voigtsdahlum (5,77 km2)